# Glendale (California)
Glendale è una città nella contea di Los Angeles, California, Stati Uniti. Si trova presso l'estremità orientale della valle di San Fernando ed è uno dei più importanti sobborghi dell'area di Los Angeles.

## Geografia
La città è delimitata a sud-ovest dal quartiere Atwater Village di Los Angeles; a ovest da Burbank, a nord-ovest dal quartiere Tujunga di Los Angeles, a nord-est dalla città di La Cañada Flintridge e ad ovest della zona di La Crescenta; ad est da Pasadena e, a sud-est dai quartieri di Los Angeles di Eagle Rock e Glassell Park. Le autostrade Golden State, Ventura, Glendale, e Foothill attraversano la città. La città è controllata dal dipartimento di polizia di Glendale.
Al censimento del 2000, la popolazione della città era di 194 973 unità. risultando così la terza città più grande della contea di Los Angeles ed il diciassettesimo centro più grande dello Stato della California. 
Circa 53 000 abitanti sono di origine armena, ovvero 1/4 della popolazione cittadina. Il cimitero locale di Forest Lawn Memorial Park contiene i resti di molte celebrità e residenti locali.

## Grand Central Creative Campus
Glendale ospita i quartier generali e gli uffici di varie filiali della Walt Disney Company. Il complesso è noto come Grand Central Creative Campus.
Ecco una lista non esaustiva dei vari uffici e dei loro indirizzi:
- KABC-TV in 500 Circle 7 Drive (34.157544°N 118.288121°W).
- Disney Interactive Studios in 521 Circle 7 Drive.
- Circle 7 Animation.
- ABC Studios Costume Department in 545 Circle 7 Drive.
- Disney Consumer Products in 1201 Flower Street.
- Walt Disney Imagineering in 1245 Flower Street.
  - Mickey's au Glendale, negozio riservato agli impiegati.
- Disney Children's Center in 625 Paula Avenue (o 1300 Flower Street), accoglie fino a 200 bambini.
- Disney Animation Research Library in 1402 Flower Street, con un locale di 12 000 piedi quadri (1 114,84 m²).
- Disney Parks Global Marketing in 1201 Grand Central Ave.
- DisneyToon Studios in 833 Sorona Avenue, 85 000 piedi quadri (7 897 m²) rinnovato nel 2011 dall'architetto Lever per accogliere fino a 600 persone.[2]
- Disney Television Animation in 811 Sorona Avenue.
- Marvel Studios.

## Curiosità
A Glendale, il miliardario Hubert Eaton fece costruire un padiglione per ospitare il più grande dipinto panoramico nel mondo su soggetto religioso, intitolato The Crucifixion e dalle dimensioni di 15 × 60 m.